# Felipe Aranda
Felipe Aranda (Moneva, 3 de febrero de 1642 -  Zaragoza, 3 de junio de 1695) fue un teólogo español de la Sociedad de Jesús.

## Biografía
Aranda nació en Moneva, Aragón. Entró en la Sociedad de Jesús en 1658. Enseñó teología y filosofía en Zaragoza.
Estuvo vinculado con la Inquisición de Aragón y era examinador sinodal de la Archidiócesis de Zaragoza.
Es descrito por Padre Miguel de San José, en su "Biographica Critica", como "un teólogo de gran agudeza, elocuente discurso, y un atleta práctico y experto en la arena escolástica".
Fue ferozmente atacado en un trabajo satírico por Martín Serra, un dominico, qué predicó contra "las indiferente, descabezadas e ineficaces escrituras de ciertos teólogos, especialmente laolla podrida del padre Felipe Aranda", lo que casi provocó un interdicto contra la iglesia del fraile.
Murió en Zaragoza en 1695.

## Trabajos
Publicó un tratado en 1693, "De Deo sciente, praedestinante et auxiliante", el cual examina el tema de la scientia media, e ilustra las cuestiones de predestinación y gracia divina. Explica la mente de San Agustín, y "sin dificultad", según los comentarios de su obra, explica el significado de sus expresiones difíciles, sosteniendo que no contienen ninguna referencia a cualquier  "predestinación", una palabra nunca fue, ni equivalentes, utilizada por el Gran Doctor. Añade un apéndice sobre por qué la procesión de la Segunda Persona se llama generación.
Escribió sobre la Encarnación y Redención; sobre la obra natural y sobrenatural de hombre; sobre actos humanos; sobre lo bueno y lo malo y sobre el sobrenatural.
Escribió también una "Vida de la Sierva de Dios, Isabel Pobar".